# Stefania
Pour les articles homonymes, voir Stefania (homonymie).
Genre
Stefania est un genre d'amphibiens de la famille des Hemiphractidae.

## Répartition
Les 19 espèces de ce genre se rencontrent dans le plateau des Guyanes.

## Liste des espèces
Selon Amphibian Species of the World (10 juin 2017) :
- Stefania ackawaio MacCulloch & Lathrop, 2002
- Stefania ayangannae MacCulloch & Lathrop, 2002
- Stefania breweri Barrio-Amorós & Fuentes-Ramos, 2003
- Stefania coxi MacCulloch & Lathrop, 2002
- Stefania evansi (Boulenger, 1904)
- Stefania ginesi Rivero, 1968
- Stefania goini Rivero, 1968
- Stefania marahuaquensis (Rivero, 1961)
- Stefania neblinae Carvalho, MacCulloch, Bonora, & Vogt, 2010
- Stefania oculosa Señaris, Ayarzagüena, & Gorzula, 1997
- Stefania percristata Señaris, Ayarzagüena, & Gorzula, 1997
- Stefania riae Duellman & Hoogmoed, 1984
- Stefania riveroi Señaris, Ayarzagüena, & Gorzula, 1997
- Stefania roraimae Duellman & Hoogmoed, 1984
- Stefania satelles Señaris, Ayarzagüena, & Gorzula, 1997
- Stefania scalae Rivero, 1970
- Stefania schuberti Señaris, Ayarzagüena, & Gorzula, 1997
- Stefania tamacuarina Myers & Donnelly, 1997
- Stefania woodleyi Rivero, 1968

## Étymologie
Ce genre est nommé en l'honneur de Luis Stefani de l'Université de Porto Rico.

## Publication originale
- Rivero, 1968 "1966" : Notes on the genus Cryptobatrachus (Amphibia, Salientia) with the description of a new race and four new species of a new genus of hylid frogs. Caribbean Journal of Science, vol. 6, no 3/4, p. 137-149 (texte intégral).